# 阿波羅大學
阿波羅大學是美國一所營利性的遠程教育私立大學，總部設在蒙大拿州大瀑布城。該大學提供經過學術評審及認證的工商管理，管理學、和資訊科技之博士，碩士，學士及副學士學位課程。阿波羅大學曾獲得美國遠程教育認證委員會（DEAC） 認證(現被暫停及偵查)的一所高等學府和國家認可的大學。阿波羅大學也是SARA （國家授權和互惠協議） 的成員，並批准在美國50個州和哥倫比亞特區教授學生。
阿波羅大學的課程是通過網上及遠程學習方法向全球提供教學及學習，滿足全球學生在遠程學習的需求。 該大學之學生分別來自美國、加拿大、非洲，亞洲，歐洲、和中東等地區。阿波羅大學尋求提供最優質的教育，致力提高學生職業發展機會及提升領導能力。 而大學課程是建基於知識轉移、知識應用、批判性思考、和研究技巧的基礎之上。

## 歷史
該大學成立於2004年8月，是一所非營利大學。 然而，2005年5月， 該大學關閉了非營利體制，並於2005年5月重新成立了營利體制。新大學命名為阿波羅大學（Apollos University）。 而大學總部位於加利福尼亞州的亨廷頓海灘，阿波羅大學於2016年9月30日遷至蒙大拿州的大瀑布城。
阿波羅大學於2005年7月獲得加利福尼亞私立高等和職業教育局 (BPPVE) 的批准，並於2005年9月招收了第一名學生。該大學於2007年7月舉行了第一次畢業典禮。阿波羅大學於2010年申請學術評審並在2012年1月獲得遠程教育和培訓委員會 (DETC) 認證。現在阿波羅大學是遠程教育認證委員會 (DEAC) 的認可成員。目前該大學是獲得美國國家學術評審認證（National Accreditation）及並非美國地區學術評審認證（Regional Accreditation）。
阿波羅大學於2016年9月30日在加利福尼亞州關閉了其總部辦公室，並搬到了蒙大拿州的大瀑布城。阿波羅大學遷移到蒙大拿州，並被批准成為私立大學。 阿波羅大學成立了全球教職人員，並推行全球性教育培訓。大學的學生分佈在北美，非洲，亞洲和歐洲等四大洲，並在商業和組織管理教學方面設有分部。

## 學術評審
阿波羅大學是蒙大拿州批准的學院， 是遠程教育認證委員會（DEAC） 的認可成員，而DEAC前身是遠程教育和培訓理事會 （DETC）。DEAC得到了美國教育部 (USDE) 和高等教育認證委員會 (CHEA) 的認可。
阿波羅大學被列入高等教育認證委員會（CHEA） 和在美國政府認可之大學。 阿波羅大學也是美國高等教育機構在世界高等教育數據庫（WHED）和國際大學協會（IAU）在全球高等教育機構、系統和資歷數據庫上列出之大學。

## 學術課程
美國教育部要求任何向本州以外的學生提供遠程教育課程的機構必須獲得學生所在州份的授權。各州的規定各不相同。 阿波羅大學經蒙大納州批准參加國家授權和互惠協議國家委員會（National Council for State Authorization Reciprocity Agreements，NC-SARA）。 NC-SARA是州對州遠程教育進行監督的自願及區域性的方案。 作為參與機構， 阿波羅大學可提供網上及遠程學習課程給其他SARA成員州份的學生，而無需在該州尋求授權。 阿波羅大學獲得批准，並提供以下證書和學位課程：
- 各種商業專業證書課程
- 應用科學工商管理副學士（AAS）
- 工商管理學士（BSBA）
- 資訊科技學士（BSIT）
- 工商管理碩士（MBA）
- 組織管理碩士（MSOM）
- 工商管理博士（DBA）

## 大學排名
阿波羅大學工商管理博士學位（DBA）在 MYDEGREE GUIDE 之50個最佳在線博士企業管理課程[2020年指南]中排行第4 ，阿波羅大學獲得了對其教育計劃及質量的高度評價。排名前50的名是單基於以下標準：認證、靈活性、聲望、估計成本和課程商業管理等，而每個標準在總體排名中都具有平等重要性。 阿波羅大學還獲取排名於前20位網上工商管理博士學位、20位最佳網上工商管理博士學院 、OnlineSchoolsCenter.com 前20名在線工商管理博士（DBA）課程。